# OV1–19
OV1–19 (Orbiting Vehicle; angolul: keringő jármű) amerikai Légierő (USAF) magnetoszféra kutató tudományos műholdja.

## Küldetés
1965–1971 közötti időszakban alkalmazták. Tömegük 50 – 272 kilogramm között változott. A szilárd hajtóanyagú hordozórakéta az 1 sorozatot állította pályára.

## Jellemzői
Gyártotta és üzemeltette az Amerikai Egyesült Államok Légiereje (USAF).
Megnevezései: Orbiting Vehicle (OV1–19); COSPAR: 1969-025C. Kódszáma: 3825.
1969. március 18-án a Vandenberg légitámaszpontról egy Atlas F Hordozórakéta az LC–576A2 (LC–Launch Complex) jelű indítóállványról juttatta közepes magasságú Föld körüli pályára. Az orbitális egység pályája 151,1 perces, 104,8 fokos hajlásszögű, elliptikus pálya perigeuma 483 kilométer, az apogeuma 5551 kilométer volt. Tömege 124 kilogramm.
Egy hordozórakétával négy tudományos műholdat (OV1–17; OV1–17A; OV1–18; OV1–19) állítottak pályára. A műholdak összesen 41 kísérletet végeztek: a Nap elektromágneses sugárzását, a Van Allen sugárzási öv tanulmányozása, telemetriai berendezések illetve űrtechnológiai anyagok, építőelemek, napelemek tesztelése. A Föld mágneses terére merőlegesen, háromtengelyesen igazodóan forgással stabilizált. Alakja hengeres, átmérője 0,69, hossza 0,81 méter. Az űreszköz két végét napelemek borították, éjszakai (földárnyék) energia ellátását ezüst-cink akkumulátorok biztosították.
A légkörbe történő belépésének ideje ismeretlen.

## Külső hivatkozások
- OV1–19. nasa.gov. (Hozzáférés: 2014. március 1.)
- OV1–19. lib.cas.cz. [2013. október 13-i dátummal az eredetiből archiválva]. (Hozzáférés: 2014. március 1.)
- OV1–19. astronautix.com. (Hozzáférés: 2014. március 1.)
- OV1–19. astronautix.com. (Hozzáférés: 2014. március 1.)
- OV1–19. astronautix.com. (Hozzáférés: 2014. március 1.)

| Elődje: OV1–18 | OV1-program 1965–1971 | Utódja: OV1–20 |